# Delomys
Delomys és un gènere de rosegadors de la família dels cricètids. Les espècies d'aquest grup viuen en boscos situats a altituds de fins a 2.700 metres al sud-est del Brasil i el nord-est de l'Argentina. Són animals nocturns
Tenen una llargada de cap a gropa d'entre 10 i 15 cm, una cua d'entre 9 i 15 cm i un pes d'entre 50 i 90 g. El pèl és curt, espès i de color gris groguenc, marró o gris, mentre que la panxa és de color gris clar.